# Hažlín
Hažlín je obec na Slovensku v okrese Bardejov ležící v Ondavské vrchovině. Žije zde přibližně 1 100 obyvatel, první písemná zmínka pochází z roku 1414. Nachází se zde římskokatolický kostel Povýšení svatého Kříže, postavený v letech 1750 až 1752.